# Ablabesmyia callicoma
Ablabesmyia callicoma es una especie de insecto díptero. Fue descrito por primera vez en 1911 por Jean-Jacques Kieffer. 
Pertenece al género Ablabesmyia, familia Chironomidae.

## Distribución
Se distribuye por China.